# Adrénodoxine
L'adrénodoxine, également appelée ferrédoxine 1 (FDX1) et hépatorédoxine, est une protéine codée chez l'homme par le gène FDX1. En plus du gène exprimé, situé sur le locus 11q22, il en existe des pseudogènes sur le chromosome 20 et le chromosome 21.
L'adrénodoxine est une petite protéine fer-soufre possédant un centre [2Fe-2S] et qui transfère des électrons du NADPH au cytochrome P450 sous l'action de l'adrénodoxine réductase. Ce système particulier se retrouve dans les tissus réalisant la biosynthèse des stéroïdes et notamment des acides biliaires et des vitamines D.